# Jelep La
Jelep La lub Jelepla – przełęcz górska w Himalajach o wysokości 4267 m. Leży na granicy między Chinami a Indiami. W pobliżu przełęczy znajduje się jezioro Menmecho. Przełęcz ta łączy Lhasę z Indiami. Po stronie indyjskiej do przełęczy prowadzą dwie drogi: jedna z Kalimpong, a druga z Gangtok.